# Kościół Adwentystów Dnia Siódmego w Czechach
Kościół Adwentystów Dnia Siódmego w Czechach – związek wyznaniowy w Czechach, będący częścią globalnego Kościoła Adwentystów Dnia Siódmego. Według danych Kościoła w 2022 roku wspólnota ta zrzeszała 7455 wyznawców i sympatyków w 149 zborach, natomiast według Spisu Narodowego z roku 2011 Kościół posiadał 7166 wiernych. Kościół dzieli się na dwa związki, czeski i morawsko-śląski, siedzibą Związku Czeskiego jest Praga, siedziba Związku Morawsko-Śląskiego mieści się w Ostrawie.

## Historia

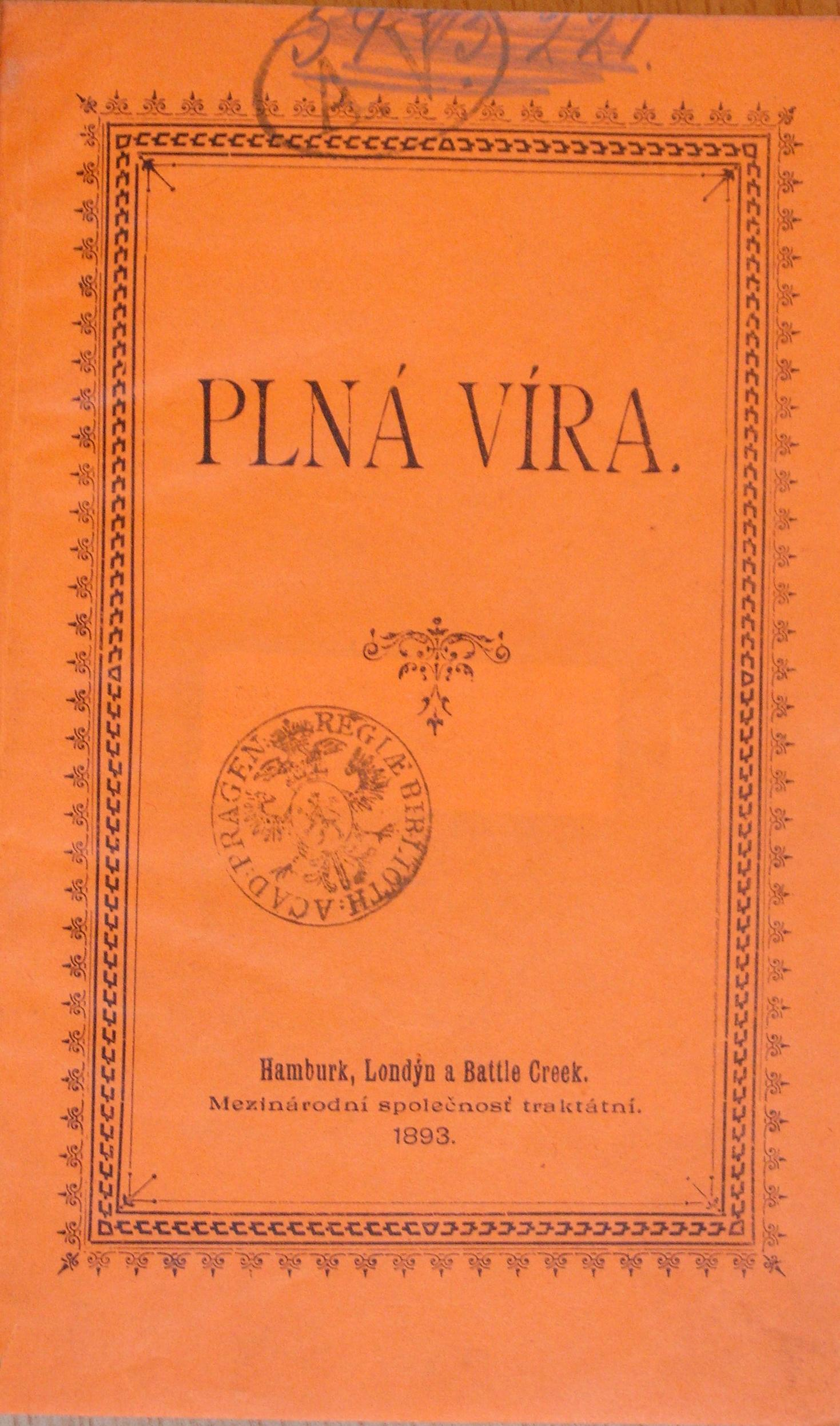
Jedna z pierwszych adwentystycznych publikacji w jęz. czeskim (rok 1893)

Adwentyzm dnia siódmego dotarł na ziemie czeskie na początku lat 90. XIX wieku. W 1890 roku Antonín Šimon przybył do Hanoweru (ochrzczony jako adwentysta w 1892 roku), gdzie zetknął się z tym wyznaniem. Po powrocie do swojej ojczyzny starał się dalej szerzyć tę wiarę, głównie poprzez tłumaczenie pism adwentystów na język czeski. Pierwsze dzieła adwentystów zaczęły się ukazywać jeszcze w 1893 roku. W 1902 roku w Pradze powstał pierwszy zbór adwentystów. W następnym roku ukazał się pierwszy numer adwentystycznego pisma Hlasatel pravdy, które jednak ukazywało się regularnie dopiero od 1906 roku. W 1907 roku na podstawie ustawy federalnej powołano Towarzystwo Większego Światła, które jednoczyło zgromadzenia. Rozwój misji adwentystycznej wiąże się z założeniem w 1908 roku Stowarzyszenia Chrześcijańskich Mężczyzn i Kobiet, a szerzenie się adwentyzmu miało miejsce głównie na Śląsku, o co zadbał głównie Juliusz Piotr z Bielska-Białej, który podobnie jak Szymon zetknął się z adwentyzmem w Niemczech. W czasie I wojny światowej zdelegalizowano zrzeszenie adwentystów, jednakże liczba adwentystów na ziemiach czeskich wzrosła i w chwili powstania Czechosłowacji na jej terytorium żyło ponad 1000 adwentystów dnia siódmego.

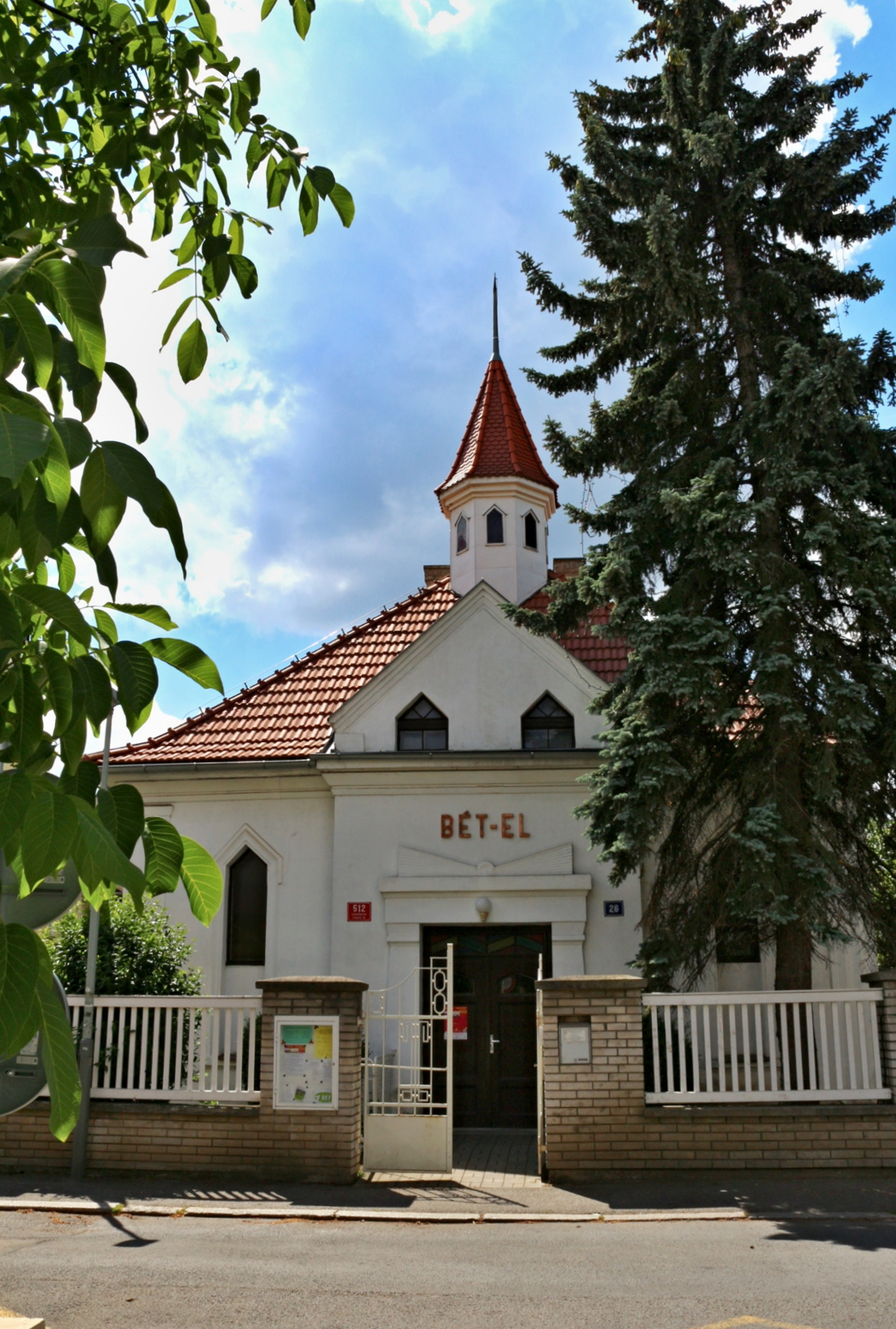
Zbór KADS w Pradze-Strašnice

5 listopada 1919 roku na konferencji w Brnie utworzono Czechosłowacką Unię Kościoła Adwentystów Dnia Siódmego, z pięcioma podległymi jednostkami administracyjnymi (polami misyjnymi i stowarzyszeniami). Do Unii należało 50 zborów z 1600 członkami. W międzywojennej Czechosłowacji adwentyści działali jako Misyjne Towarzystwo Adwentystów Dnia Siódmego, a w 1922 roku zarejestrowano nowe stowarzyszenie pod nazwą Czechosłowacki Związek Adwentystów Dnia Siódmego, które prawnie reprezentowało Kościół, a trzy lata później w Loděnicy założono Instytut Misyjny. Pod koniec lat dwudziestych pod wpływem niemieckich adwentystów Kościół rozpoczął działalność charytatywną, próbując złagodzić skutki rozpoczynającego się kryzysu gospodarczego.
Podczas II wojny światowej gestapo zamknęło wydawnictwo kościelne, a trzech czeskich adwentystów zginęło w obozach koncentracyjnych. Z wyjątkiem zborów cieszyńskich i kilku innych, kościół mógł jednak odprawiać nabożeństwa przez całą wojnę. Powojenne wypędzenie Niemców sudeckich, wraz z którymi około 1000 adwentystów narodowości niemieckiej opuściło Czechosłowację, bardzo drastycznie zmniejszyło liczbę członków kościoła w Czechosłowacji, ale późniejsze powojenne sukcesy misyjne zrekompensowały tę stratę. W 1946 roku w Pradze założono Wyższą Szkołę Studiów Biblijnych.

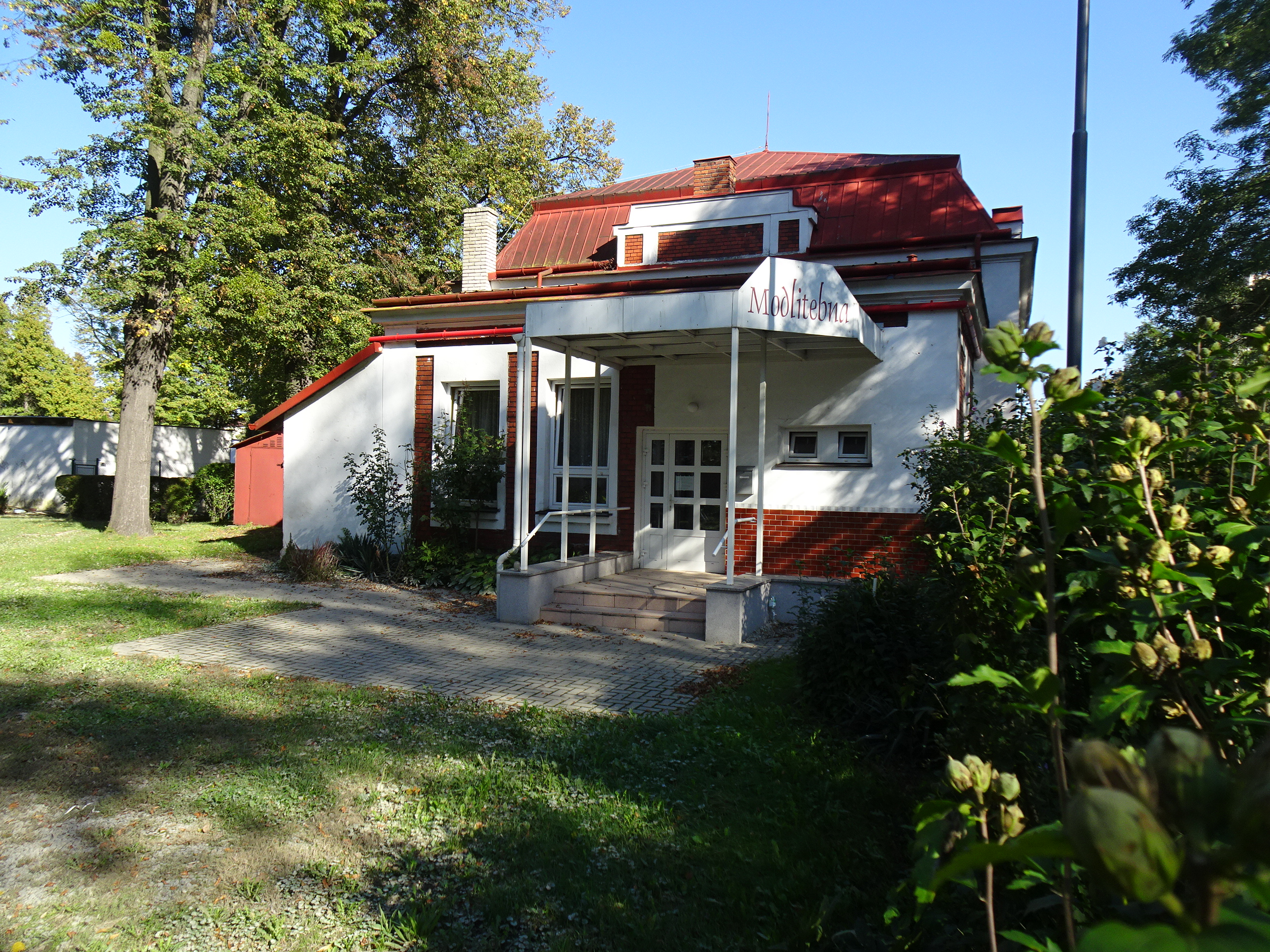
Zbór w Bohuminie

Po II wojnie światowej rozwój Kościoła został zahamowany na skutek ograniczeń ze strony reżimu komunistycznego. W 1950 roku zamknięto Szkołę Biblijną, w roku następnym zmuszono do ustąpienia dotychczasowe kierownictwo Kościoła. Naciski administracji państwowej na adwentystów, aby porzucili zwyczaj niepracowania w sobotę, a także nieposyłania w tym dniu dzieci do szkoły, osiągnęły kulminację w 1952 roku, kiedy to na mocy interwencji administracyjnej państwo przejęło nieruchomości Kościoła. Pomimo prześladowań adwentyści nadal potajemnie gromadzili się na nabożeństwach religijnych. Od 1954 roku toczyło się postępowanie przeciwko kaznodziejom adwentystycznym, zakończone latem 1955 roku procesem siedmiu słowackich kaznodziejów skazanych na kary więzienia od 2 do 7 lat. Państwo wywierało presję na członków Kościoła m.in. poprzez groźbę karania ich dzieci za nieobecność w szkole w soboty. Co najmniej 6 dzieci adwentystów zostało odebranych rodzicom na mocy postanowienia sądu ze względów religijnych i umieszczonych w placówkach opiekuńczych. Niekontrolowana działalność tego kościoła stopniowo stawała się większym złem dla reżimu komunistycznego, dlatego partia zdecydowała się wycofać ze swojej decyzji, a Komitet Centralny Komunistycznej Partii Czechosłowacji w październiku 1955 roku zezwolił na renowację kościoła. Po przywróceniu działalności kościoła w 1956 roku majątek został skonfiskowany przez państwo, a przywódcy kościoła musieli obiecać, że dzieci adwentystów zaczną w sobotę chodzić do szkoły. Pomimo tego adwentyzm w Czechosłowacji nadal wzrastał liczebnie, choć nieznacznie.
Po Praskiej Wiośnie w 1968 roku Kościołowi udało się odzyskać prawa utracone w roku 1950. Zezwolono adwentystom nie pracować w sobotę, zaczęto ponownie wydawać czasopismo kościelne, utworzono seminarium duchowne. Choć część tych praw zniesiono po interwencji Układu Warszawskiego w sierpniu 1968 roku, stan życia nie powrócił do stanu sprzed 1968 roku. Nadal zdarzały się pojedyncze przypadki prześladowań adwentystów w związku z pełnieniem służby wojskowej, pracą kaznodziei, przy organizowaniu imprez dla dzieci i młodzieży, działalnością publiczną czy możliwością zdobycia wykształcenia średniego i wyższego, ale oficjalnie Kościół był tolerowany. W 1969 roku zezwolono adwentystom na wydawanie czasopisma „Znaki Czasu”.

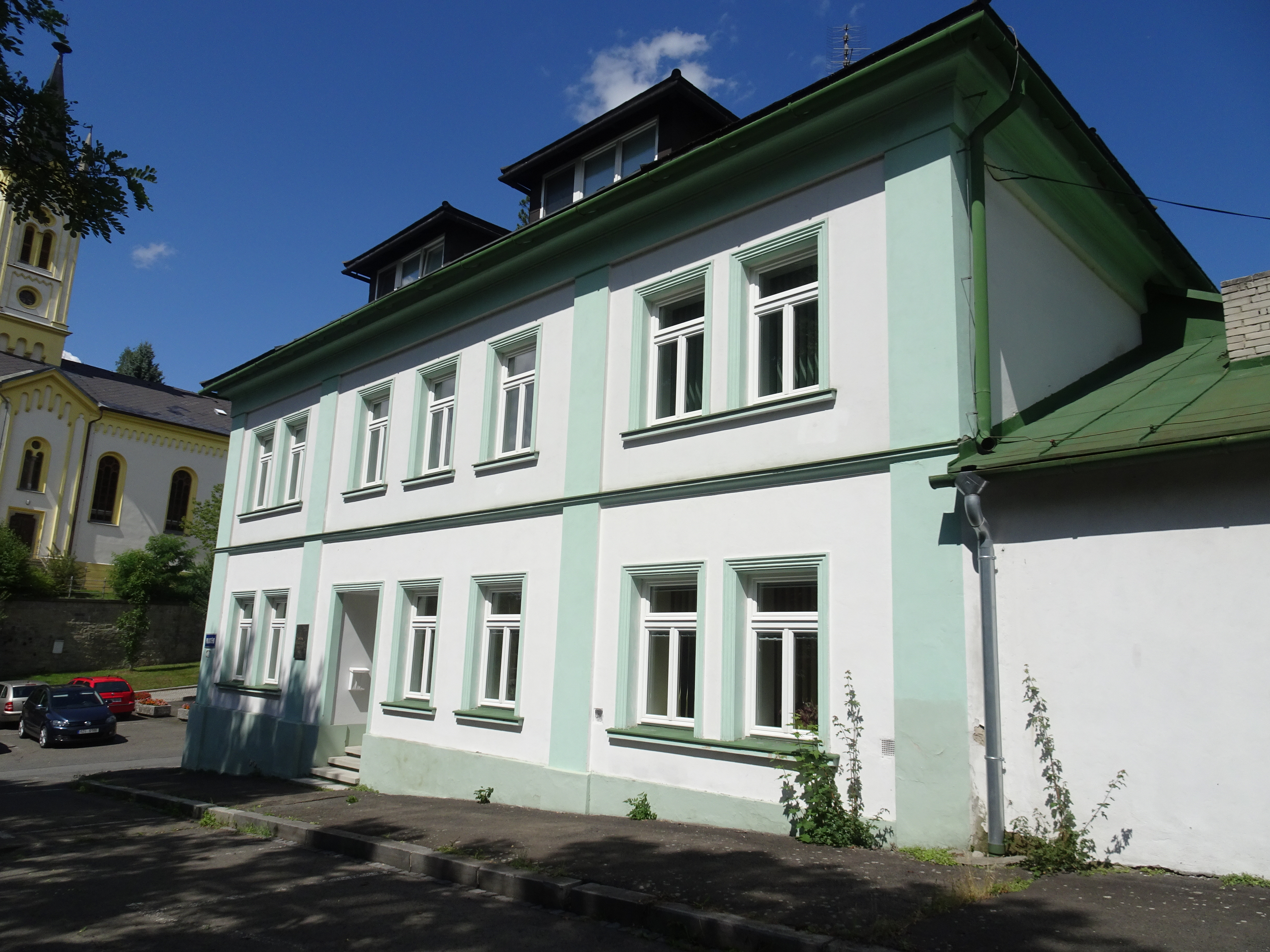
Zbór we Vsetínie

Po transformacji ustrojowej w 1989 roku Kościół funkcjonował w nowych, wolnych warunkach i angażował się w wydarzenia publiczne, głównie poprzez działalność humanitarną swojej organizacji ADRA (Adventist Development and Relief Agency), wykłady i kursy biblijne dla ludności, edukację na temat zdrowia i stylu życia, czy proponowanie zdrowego trybu życia. W latach 90. Kościół doświadczył napływu nowych członków, powstania szeregu nowych zborów i wyrwał się ze społecznej izolacji. Duchowni adwentystyczni służą w szkołach, placówkach socjalnych, jako kapelani w szpitalach, wojsku i więzieniach, występują w mediach i uczestniczą w rozwijaniu życie publiczne i obywatelskie społeczeństwa. Przy kościele działa radio internetowe AWR (Adventist World Radio), telewizja internetowa HopeTV, wydawnictwo książek i czasopism Advent-Orion, kolporterzy literatury zdrowotnej i religijnej, Wyższa Szkoła Zawodowa, Adwentystyczny Instytut Teologiczny (ATI) otwarty dla wszystkich zainteresowanych bez konieczności kontaktowania się z służba kaznodziejska, Seminarium Teologiczne w Sázavie, przedszkole, szkoła podstawowa i liceum Elijáša w Pradze oraz szereg partnerów inicjatyw obywatelskich.

## Statystyki

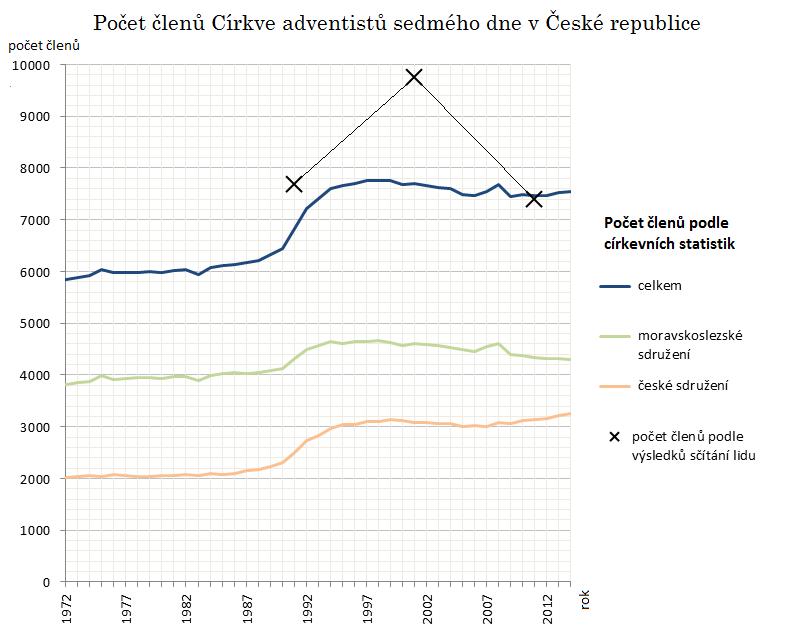
Statystyka liczby członków KADS w Republice Czeskiej. Zielonym kolorem oznaczono Związek Morawsko-Śląski, pomarańczowym Związek Czeski, kolorem czarnym dane dla całego Kościoła, krzyżykami dane ze spisów powszechnych.

Najważniejszym momentem jeżeli chodzi o rozwój liczebny Kościoła miał miejsce na początku XX wieku. Ujemny wpływ na liczebność miała deportacja Niemców po II wojnie światowej. W okresie powojennym nastąpił pewien rozwój, pomimo utrudnień i chwilowego zakazu działalności ze strony reżimu komunistycznego. W latach 70. XX wieku Kościół utracił nieco wiernych. Po roku 1989 nastąpił okres wolności religijnej i ponowny rozwój liczebny Kościoła. Po roku 2000 nastał okres stagnacji, liczba wiernych ustabilizowała się i nie ulega większym zmianom.
Po rozpadzie Czechosłowacji, statystyki Kościoła adwentów w Czechach przedstawiają się następująco:
| Rok  | Liczba członków | Liczba zborów |
| ---- | --------------- | ------------- |
| 1993 | 7223            | 133           |
| 1995 | 7600            | 138           |
| 2000 | 7759            | 141           |
| 2005 | 7599            | 142           |
| 2007 | 7465            | 143           |

Źródło: Karásková 2009, s. 45.